# Americké Panenské ostrovy na Letních olympijských hrách 1988
Americké Panenské ostrovy se účastnilo Letní olympiády 1988 v jihokorejském Soulu. Zastupovalo ho 22 sportovců (19 mužů a 3 ženy) v 6 sportech.

## Medailisté
| Medaile | Jméno          | Sport    | Soutěž          |
| ------- | -------------- | -------- | --------------- |
| Stříbro | Peter Holmberg | Jachting | muži třída Finn |